# DSP Media
La DSP Media (Hangŭl: DSP 미디어), precedentemente nota come DSP Entertainment, è un'azienda musicale ed etichetta discografica sudcoreana fondata nel 1991 da Lee Ho-yeon.
Tra i gruppi affiliati alla DSP Media vi sono SS501, Kara, Rainbow, A-Jax, April, Click-B, Kard e Mirae.
Hanno lavorato con la label altri gruppi K-pop attivi negli anni '90 come Fin.K.L, Sechs Kies e altri.